# Contursi Terme
Contursi Terme è un comune italiano di 3 160 abitanti della provincia di Salerno in Campania.

## Geografia fisica

### Territorio
Il centro è situato su una piccola collina che domina la valle del Sele.
- Classificazione sismica: zona 2 (sismicità media), Ordinanza PCM. 3274 del 20/03/2003.

### Clima
In base alla media trentennale di riferimento 1961-1990, la temperatura media del mese più freddo, gennaio, si attesta a +6,9 °C; quella del mese più caldo, luglio, è di +24,5 °C.
| Contursi Terme     | Mesi | Mesi | Mesi | Mesi | Mesi | Mesi | Mesi | Mesi | Mesi | Mesi | Mesi | Mesi | Stagioni | Stagioni | Stagioni | Stagioni | Anno |
| Contursi Terme     | Gen  | Feb  | Mar  | Apr  | Mag  | Giu  | Lug  | Ago  | Set  | Ott  | Nov  | Dic  | Inv      | Pri      | Est      | Aut      | Anno |
| ------------------ | ---- | ---- | ---- | ---- | ---- | ---- | ---- | ---- | ---- | ---- | ---- | ---- | -------- | -------- | -------- | -------- | ---- |
| T. max. media (°C) | 9,9  | 10,6 | 13,9 | 17,6 | 22,0 | 26,4 | 29,8 | 30,0 | 26,1 | 20,8 | 14,2 | 13,2 | 11,2     | 17,8     | 28,7     | 20,4     | 19,5 |
| T. min. media (°C) | 3,9  | 4,4  | 6,2  | 9,1  | 12,5 | 16,6 | 19,2 | 18,9 | 16,1 | 12,3 | 7,8  | 6,1  | 4,8      | 9,3      | 18,2     | 12,1     | 11,1 |

### Corsi d'acqua
- Fiume Sele
- Fiume Tanagro

## Storia
Le origini di Contursi Terme sono state lungamente discusse da vari storici. Basandosi sull'autorità di Plinio il Vecchio, ha ritenuto che Contursi potesse identificarsi con Ursentum, cioè la sede degli Ursentini, i quali, assieme ad altri popoli costituiva la nazione dei Lucani. Ma tale ipotesi veniva smentita dallo stesso Plinio.
Il Filomarino, basandosi sugli storici Strafforello e Rivelli, ed in particolare alle ricerche etimologiche di quest'ultimo, fa risalire le origini di Contursi alla fine del IV secolo d.C., ad opera degli abitanti di Saginara, cittadina scomparsa, un tempo nelle località omonime di Campagna e Contursi, posta sul rilievo di fronte alla confluenza del Tanagro con il Sele e distrutta dai Goti di Alarico fra il 395 ed il 400 d.C.
Nel XIV secolo Contursi apparteneva ai Sanseverino, baroni del Cilento, sino a che, nell'anno 1348 Luigi II d'Angiò Durazzo, gliela espropriò, donandola agli Origlia. Il borgo tornò al potente Antonio Sanseverino nel 1448, rimanendo al casato sino all'inizio del vicereame. Indi il patrizio napoletano Giovanni Sebastiano Rizzo divenne barone di Contursi e di Postiglione (Assenso del 1507). Da questi passò al figlio Michele, a cui Carlo V d'Asburgo tolse tutti i possedimenti feudali, per punizione della sua ribellione durante la conquista del Regno sotto Odet de Foix, conte di Lautrec e Comminges. Contursi e Postiglione passarono al conte Girolamo Morone, sino alla riabilitazione del Rizzo (1529). L'unica figlia sopravvissutagli sposò un Caracciolo del ramo di Martina, al quale trasmise post mortem il feudo. Contursi passò poi di mano in mano per compravendite feudali: dai Bernalli ai Pepe, ai Ludovisi ed ai Parisani Bonanno, sino ai Parisani di Tolentino, marchesi di Caggiano.
Dal 1811 al 1860 è stato capoluogo dell'omonimo circondario, appartenente al Distretto di Campagna del Regno delle Due Sicilie.
Dal 1860 al 1927, durante il Regno d'Italia, è stato capoluogo dell'omonimo mandamento appartenente al Circondario di Campagna.
Negli anni della seconda guerra mondiale, tra il 1940 e il 1943, Contursi fu uno dei comuni della Campania destinati dalle autorità fasciste ad accogliere profughi ebrei in internamento civile. Gli internati furono liberati con l'arrivo dell'esercito alleato nel settembre 1943.

### Simboli
Lo stemma, il gonfalone e la bandiera di Contursi Terme sono stati concessi con decreto del presidente della Repubblica del 2 dicembre 2010.
Stemma
Gonfalone
Bandiera

## Monumenti e luoghi d'interesse
" Il centro storico del paese delle terme conserva ancora uno dei suoi antichi ingressi. Al culmine di una scala dalla quale prende il nome, la porta detta della "Scala longa" è uno dei più suggestivi del piccolo borgo. Addossata a una struttura architettonica a forma di torre, fa da elemento di congiunzione fra la zona del Convento del Carmine e la parte bassa del paese.

### Architetture religiose
- Chiesa Madre di Santa Maria degli Angeli. È la chiesa principale del paese. Non vi sono documenti che attestano l'esatto anno in cui fu fondata per la prima volta questa chiesa, ma è di certo databile intorno al IX secolo. Fu inizialmente titolata "Santa Maria". Dopo un lungo lavoro di ampliamento a 3 navate, concluso nel 1511, fu titolata "Santa Maria Maggiore". Nella prima metà del Seicento furono svolti altri importanti lavori di restauro e la chiesa assunse l'attuale nome di "Santa Maria degli Angeli". Al suo interno custodisce una preziosa statua rappresentante una Madonna con Bambino, scolpita a Venezia nel 1515 e una statua della Madonna del Rosario risalente al 1700. Dal 1950, riposano in questa chiesa le spoglie mortali del beato Mariano Arciero, nativo di Contursi. La chiesa fu distrutta dal terremoto dell'Irpinia del 1980 e nei decenni successivi è stata ricostruita nello stesso stile barocco. Fu riaperta nel 2003.
- Chiesa di San Giovanni Evangelista. È stata edificata intorno al XVII secolo al di sopra di un'antica chiesa preesistente, molto probabilmente di origine paleocristiana.  Dal 1642 è sede della storica Arciconfraternita del SS. Nome di Gesù, (approvata da decreto di Ferdinando IV di Borbone nel 1762), ancora oggi attiva ed operante nel territorio di Contursi. All'interno della chiesa, sull'altare maggiore, si conserva l'antica e veneratissima statuetta del Santissimo Bambino, a cui i contursani riservano una speciale ed antica devozione.  Conserva anche le statue di San Giovanni Evangelista, Santa Lucia, San Vincenzo Ferreri, Maria SS. Addolorata e Maria SS. Immacolata, tutte risalenti al XVIII secolo. Al di sopra dell'ingresso, sulla cantoria, vi è un pregevole organo a canne del 1730.
- Chiesa e convento della Madonna del Carmine. Era in origine una cappella fuori le mura dedicata a san Donato e a san Rocco. Con l'arrivo dei frati carmelitani, nel 1567, fu ampliata e dedicata alla Beata Vergine del Carmelo.  Nel 1610 venne aggiunta l'abside. Al suo interno sono presenti: una preziosa tela raffigurante la Vergine tra i santi Elia ed Onofrio, dipinta da Jacopo De Antora nel 1608, un affresco rappresentante il Giudizio universale, dipinto da Innocenzo Gentile e Carmine De Matina nel 1743 e, ai lati dell'ingresso, due tombe monumentali appartenenti alla nobile famiglia Parisano. Lungo la navata, al di sopra delle cappelle, sono rappresentate le Dodici sibille. Inoltre, nella chiesa, sono conservate le statue della Madonna del Carmelo, di San Biagio, Sant'Emidio, Sant'Antonio di Padova (1700) e di San Paolo (1515).
- Santuario di Santa Maria delle Grazie. Si trova sulla parte più alta del centro abitato ed è intitolato alla Madonna delle Grazie, protettrice del paese. La chiesa si è originata da un'antica cappella francescana che fu ingrandita dopo il 1656 in ringraziamento alla Vergine Maria per la protezione esercitata su Contursi durante il periodo della pestilenza. Nella seconda metà dell'Ottocento fu ulteriormente ampliata e decorata. Al suo interno conserva l'antica immagine della Madonna delle Grazie e delle statue ottocentesche rappresentanti Santa Filomena martire, Sant'Irene di Tessalonica, San Michele Arcangelo e San Donato vescovo.
- Chiesa di San Vito. Risulta consacrata nel 1714, come da iscrizione sul portale, ma la sua prima fondazione è antichissima e non nota. Viene menzionata in un documento risalente al 1567.  Fu restaurata ed ampliata nella seconda metà dell'Ottocento. Al suo interno vi è la statua settecentesca di San Vito martire.
- Chiesa di San Donato. Dedicata al patrono della città, si trova nelle vicinanze della chiesa madre e fu edificata intorno al 1730. Fino al 1920, al suo interno, vi era la sede della Confraternita della Madonna della Concezione.
- Cappella della Madonna della Scalella. Di antica fondazione, è dedicata alla Vergine sotto il titolo di "Maria Santissima della Scala". Fu restaurata ed abbellita nel 1714 a cura dell'arc. Morese. Dopo il terremoto del 1980 è stata completamente ricostruita.
- Chiesa della Madonna Addolorata. Si trova all'ingresso del cimitero comunale. Fu edificata nei primi anni dell'800.
- Chiesa di S. Antonio al Ponte. Dedicata a sant'Antonio di Padova, è situata sulla sponda destra del fiume Sele, in località Ponte Mefita. La lapide posta all'esterno riporta la seguente dedica: «A S. Antonio di Padova nel 1879 si consacra questa cappella a devozione del popolo e di Onofrio Parisi iniziatore per visione avutane a volte il figlio Francesco memore P. 13 giugno 1895.» Al suo interno si conservano una statua di Sant'Antonio di Padova (1800) e una statua della Madonna Addolorata (1700).
- Cappella di Santa Sofia. Fu edificata nel 1338. È popolarmente chiamata "Sant'Antoniello" (in dialetto Sant'Anduniedd) poiché al suo interno è posta un'antica immagine di Sant'Antonio. Viene menzionata nel 1528 sotto il titolo di "Santa Sofia e Sant'Antonio al Borgo". In questo luogo, ogni anno, si tiene la tradizionale Tredicina di Sant'Antonio.
- Cappella di Santa Maria di Costantinopoli. Detta della "Madonnella", fu edificata nella seconda metà del '700 e completamente ricostruita dopo il terremoto del 1980.
- Chiesa di San Sebastiano. Si trova nei pressi dell'omonima via, era originariamente intitolata a san Michele. Oggi è chiusa al culto.
- Chiesa di San Giorgio alla Piazza. Si trova nei pressi di via San Sebastiano, nelle vicinanze del Palazzo Arnone. Oggi è chiusa al culto.
- Chiesa di Santa Barbara. Si trova nella via omonima, dirimpetto al Palazzo nobiliare Malliano-Colombo. Fu edificata intorno al 1450. Oggi è chiusa al culto.
- Chiesa di San Leo. Si trova nella parte più bassa del paese, nel borgo omonimo. Di detta chiesa restano solamente i ruderi.
- Chiesa di San Pietro alla Scafa. In località Pagliarini. Risalente ai primi anni del '500, è attualmente ridotta a rudere.
- Chiesa della Madonna del Buon Consiglio. Si trova in localtà Serroni. Fu costruita per interessamento di don Pasquale De Martino nel 1859. Demolita a causa dei gravi danni causati dal terremoto dell'Irpinia del 1980, fu ricostruita nel decennio seguente.
- Chiese e cappelle non più esistenti: Santa Maria Annunziata alla Portella, Santa Maria dell'Incoronata, Santa Maria del Soccorso, Santa Caterina, Sant'Andrea al Monticello, San Nicola di Bari, San Sebastiano al Portiello, San Giovanni di Rodi, San Michele alla Piana, Sant'Antonio Abate, Santa Sofia ai Chiai, Santissimo Sacramento, San Carlo Borromeo.

### Architetture civili

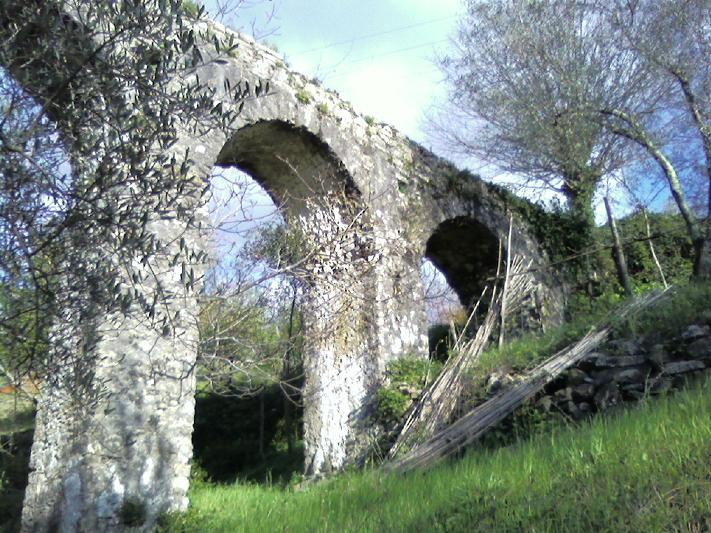
Acquedotto Romano.

- Palazzo Arnone, costruito nel Quattrocento in pietra calcare che fu acquistato dal Comune nella seconda metà dell'Ottocento.
- Villa Pagnani, appartenuta alla famiglia Pagnani, di origine seicentesca.
- Palazzo Viola, in cui l'originale struttura in legno del portone è ancora visibile.
- Villa Marolda, la sua fama è dovuta al fatto che accolse nel 1937 il Principe Umberto di Savoia, all'interno la costruzione abbonda di archi, colonne caratteristiche lungo le scale e soprattutto al primo piano si può notare la struttura a volta del soffitto a copertura delle stanze, che ci richiama lo stile barocco.
- Palazzo Taglianetti e Palazzo Venditto, quest'ultimo ha ospitato di volta in volta la sede comunale, la scuola media, l'istituto Tecnico Commerciale.
- Palazzo Rosapepe, venne edificato nell'839 dal Conte Orso per difendersi dalle continue scorribande dei normanni, in una posizione che domina la piazza centrale del paese.  Nel 1675 divenne proprietà della famiglia Parisano che lo tenne fino al 1807, quando divenne proprietà della famiglia Rosapepe.

### Altro
- Monumento ai Caduti. Fu costruito dopo la prima guerra mondiale alla memoria dei tanti contursani morti per la Patria.

## Società

### Evoluzione demografica
Abitanti censiti

### Etnie e minoranze straniere
Al 31 dicembre 2016 a Contursi Terme risultano residenti 123 cittadini stranieri. La nazionalità più rappresentata è quella rumena con 65 residenti:

### Religione
La maggioranza della popolazione è di religione cristiana di rito cattolico; il comune appartiene alla forania di Colliano dell'arcidiocesi di Salerno-Campagna-Acerno, con due parrocchie.
L'altra confessione cristiana presente è quella Protestante con una comunità:
- Chiesa Pentecostale CCEVAS, presente dal 1950 circa[15]

## Geografia antropica

Gonfalone civico

### Frazioni
Lo statuto comunale di Contursi Terme menziona 8 frazioni.
- Bagni di Contursi, 150 m s.l.m., zona termale situata lungo la SP 429;
- Bagni Forlenza, 100 m s.l.m., zona termale situata alla fine della SS 91 e dove inizia la SP 429;
- Monte di Pruno, 311 m s.l.m., abitato situato a ridosso della SP 305;
- Pruno Sottano, 168 m s.l.m., abitato situato lungo la SP 429;
- Tempa del Corvo, 367 m s.l.m., abitato situato lungo la SP 305.
- Vulpacchio, 100 m s.l.m., zona termale situata alla fine della SS 91
- Ponte Mefita, 100 m s.l.m., zona termale situata lungo la SP 429;
- Serroni, 103 m s.l.m., abitati situato lungo la SS 91

Altre località con popolazione sparsa sono:
- Iannamici, Madonna delle Grazie, Madonnella, Pagliarini, Piana, Prato, Saginara, San Pietro, Toppe, Contrada Tavoliere.

## Economia

### Il polo termale di Contursi
Il comune di Contursi Terme è un centro turistico-termale situato a nord della provincia di Salerno. Conosciuto già nel primo secolo d.C., Plinio il Vecchio scriveva delle proprietà delle acque termali, a cui accennano anche Virgilio, Strabone e Silvio Italico. Il sito acquisì forma ulteriore all'inizio del Novecento, quando incominciò a svilupparsi il turismo termale.

## Infrastrutture e trasporti

### Strade
Il comune è servito dai seguenti collegamenti stradali:
- Uscita autostradale Contursi Terme-Postiglione, sull'Autostrada A2 del Mediterraneo.
- Strada statale 91 della Valle del Sele, asse viario che termina in località Bagni Forlenza.
- Strada statale 691 Contursi-Lioni
- Strada Provinciale 10/a Contursi (compreso il raccordo con la SS 91)-Bivio Palomonte-Innesto SP 37 (bivio Buccino).
- Strada Provinciale 65 Innesto SP 10-Stazione di Contursi.
- Strada Provinciale 305 Innesto SP 10-Madonna delle Grazie-Monte Pruno per Palomonte-Innesto SP 268.
- Strada Provinciale 429, ex Strada Statale 91 della Valle del Sele.

### Ferrovie
La località è servita dalla Stazione di Contursi Terme posta sulla ferrovia Salerno-Potenza.

### Mobilità urbana
I trasporti interurbani vengono svolti con autoservizi di linea gestiti da Sita Sud,
il trasporto urbano è affidato alla società Autolinee Barletta che collega tutte le frazioni con il capoluogo.

## Amministrazione
| Periodo | Periodo | Primo cittadino     | Partito                                 | Carica  | Note |
| ------- | ------- | ------------------- | --------------------------------------- | ------- | ---- |
| 1987    | 2005    | Salvatore Mastrolia |                                         | Sindaco |      |
| 2006    | 2011    | Giacomo Rosa        | lista civica "Impegno e Partecipazione" | Sindaco |      |
| 2011    | 2016    | Graziano Lardo      | lista civica "Nuova Alternativa"        | Sindaco |      |
| 2016    | 2021    | Alfonso Forlenza    | lista civica "Nuova Alternativa"        | Sindaco |      |

### Altre informazioni amministrative
Il comune fa parte della Comunità montana Tanagro - Alto e Medio Sele.
Le competenze in materia di difesa del suolo sono delegate dalla Campania all'Autorità di bacino interregionale del fiume Sele.
Per quel che riguarda la gestione dell'irrigazione e del miglioramento fondiario, l'ente competente, solo per ha 255, è il Consorzio di bonifica in Destra del fiume Sele.

### Gemellaggi
- Muro Lucano
- Radoviš[16]
- Ripacandida[17]

## Sport

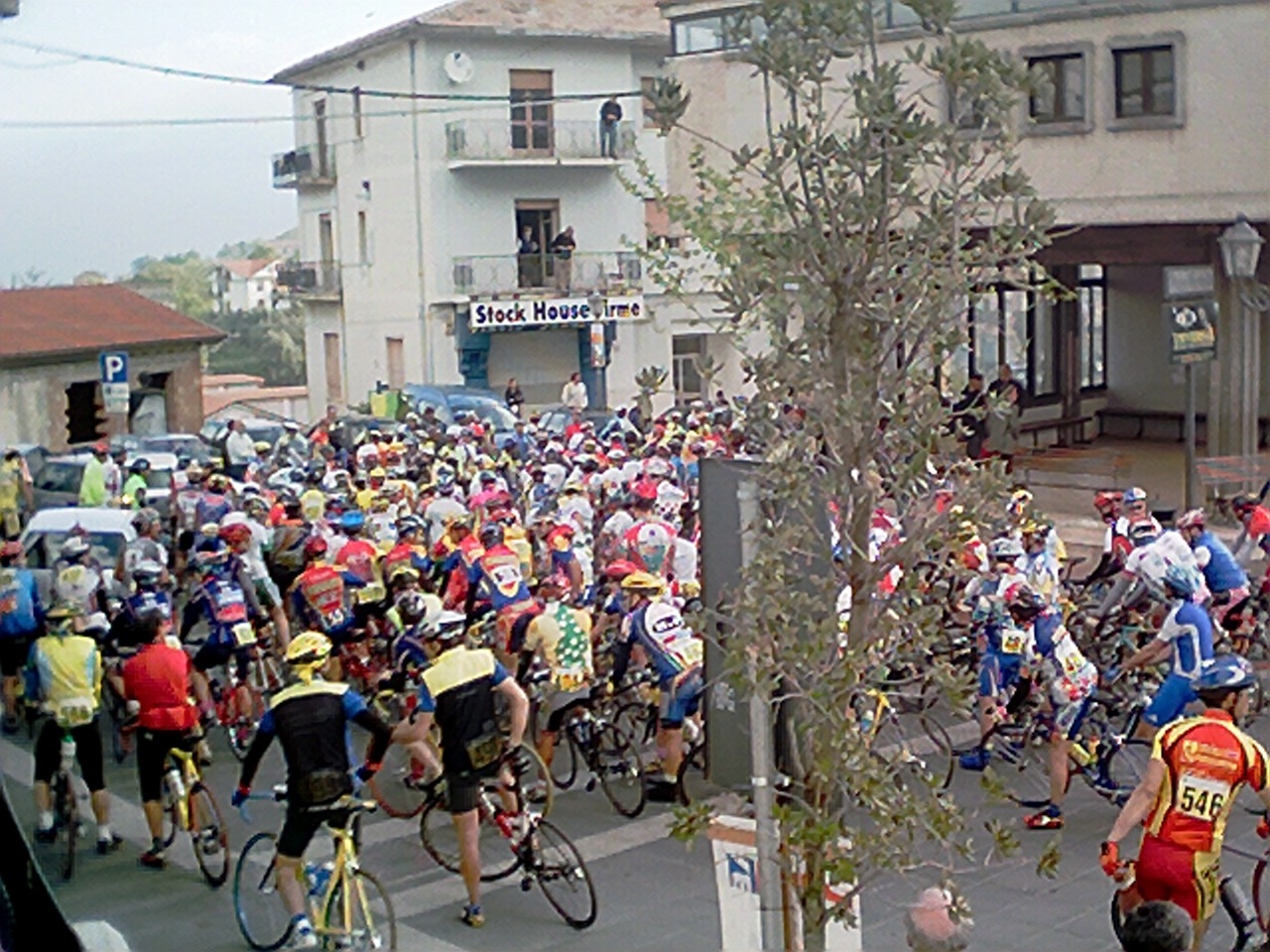
Granfondo Valle Sele-Tanagro 2003.

### Ciclismo
Nel corso dell'anno a Contursi Terme si svolgono competizioni ciclistiche amatoriali e professionistiche, nel 2003 si è tenuta la prima edizione della gran fondo valle Sele-Tanagro. Nel 2008 Contursi Terme è stata sede di arrivo della 5ª tappa del Giro d'Italia partita da Belvedere Marittimo e vinta da Pavel Brutt.

### Impianti sportivi
- Campo di calcio in loc. Tufaro.
- Campo di calcio a 7 in loc. Madonnelle

## Curiosità

### Sindrome di Parkinson
Le famiglie originarie di Contursi Terme hanno svolto un ruolo importante nella comprensione della sindrome di Parkinson. Nel 1986, Larry Golbe, un medico dell'Università di Medicina ed Odontoiatria del New Jersey, si è imbattuto in una famiglia, originaria di Contursi, con sei casi di sindrome di Parkinson. Pochi mesi dopo ha trovato una seconda famiglia con diversi casi di sindrome di Parkinson anch'essa con origini riconducibili a questa città. Questo ha spinto Golbe a collaborare con Giuseppe DiIorio dell'Università di Napoli, per analizzare il DNA dei Contursani e delle persone che sono emigrate da Contursi in tutto il mondo. I due studiosi hanno identificato tre famiglie in Italia e tre negli Stati Uniti d'America che discendono da una singola coppia vissuta a Contursi a cavallo del diciassettesimo e diciottesimo secolo. Dei 400 membri della famiglia estesa, conosciuta come "Contursi kindred", 61 erano affetti da sindrome di Parkinson. Queste indagini hanno dimostrato per la prima volta che la malattia di Parkinson potrebbe essere ereditario.
I genetisti Alice Lazzarini e Willian Johnson hanno lavorato nel corso degli anni novanta per isolare la mutazione che causa la malattia.. Nel 1996 hanno individuato il cromosoma 4q21-q23 e l'anno seguente la mutazione nel gene alpha-synuclein. Pochi giorni dopo, altri ricercatori hanno trovato α-synuclein nei corpi di Lewy di un paziente affetto dalla malattia. Questo suggerisce le proteine sono coinvolte nel normale decorso della sindrome di Parkinson anche quando il paziente non ha ereditato il gene α-synuclein mutato. Inoltre ha aperto vie per nuovi approcci allo studio del Parkinson, come cavie animali con il gene α-synuclein mutato.